# Bloque negro

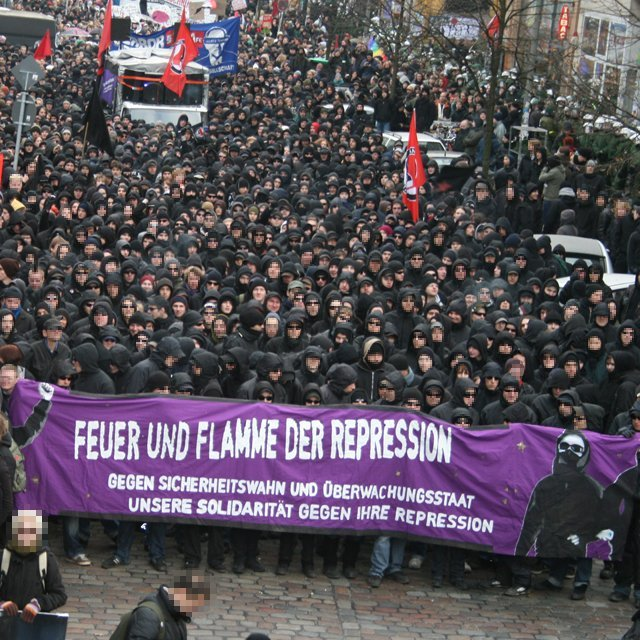
Integrantes de un bloque negro en una manifestación en 2007 en Hamburgo, Alemania.

Un bloque negro (o black bloc, en inglés) es una táctica de manifestación donde sus participantes llevan ropa negra, para evitar ser identificados por las autoridades.
La táctica fue desarrollada en la década de 1980 en Europa por activistas autonomistas en protestas antinucleares. Los bloques negros ganaron atención de los medios fuera de Europa durante las manifestaciones contra la cumbre de la OMC en Seattle en 1999, cuando un bloque negro causó daños a propiedades de GAP, Starbucks, Old Navy y otros comercios de Seattle.
En la actualidad, esta táctica está asociada principalmente a movimientos anarquistas, autonomistas, feministas y fundamentalmente del movimiento antiglobalización presente en las manifestaciones que se desarrollan en diversas partes del mundo.
Según algunos activistas que participan en los bloques negros, no utilizan la violencia contra personas; y si lo hacen es hacia símbolos del poder político. Atendiendo a esta tesis, la agresión a personas se da únicamente como forma de autodefensa, normalmente hacia la policía. En la actualidad existen bloques negros tanto violentos como no violentos.
En los medios de comunicación masivos se describe con frecuencia al bloque negro como una organización internacional, a pesar de no existir tal organización y ser meramente una táctica empleada en manifestaciones por pequeños grupos ideológicos. También se ha planteado que sean actuaciones permitidas o incluso orquestadas por terceros agentes e incluso por el propio sujeto pasivo de la manifestación para provocar altercados durante la misma para situar a esta como una actuación violenta o irracional y así desprestigiar su propósito o al sujeto pasivo a través de los medios de comunicación de masas, e incluso como táctica para dinamitar desde dentro el ánimo de los manifestantes o para justificar el uso de medidas represoras contra estos.
Las personas manifestantes buscan el ser escuchadas en sus exigencias hacia el estado principal, medios de comunicación, etc. y se utiliza como una última forma de expresión ya que los medios masivos de comunicación y gobiernos tienden reprimir a criminalizar éstos actos.
Los medios masivos de comunicación son los principales en persuadir a la sociedad y es por eso que es muy importante identificar medios amarillistas que no escuchan a las víctimas o personas protestantes.

## Historia

### Origen

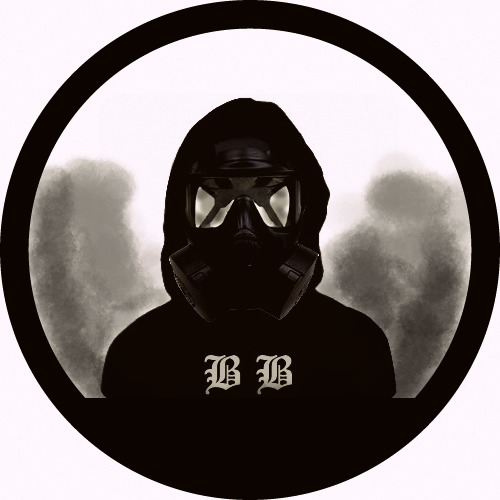
Dibujo de la vestimenta de un Black Bloc

La táctica del bloque negro se desarrolló junto al incremento del uso del poder policial tras las manifestaciones de Brokdorf en 1977 por la policía de Alemania Occidental en 1980, dirigida particularmente hacia okupas y activistas antinucleares.[cita requerida] En junio de 1980, la policía alemana desalojó la República Libre de Wendland, una acampada de protesta antinuclear en Gorleben, Wendland. Esto desembocó en la mayor movilización de la policía alemana (Bundesgrenzschutz y Polizei Niedersachsen), siendo la mayor desde caída del Tercer Reich en 1945.[cita requerida] La represión hacia unos 5000 manifestantes pacíficos llevó a antiguos pacifistas a estar dispuestos a usar métodos violentos.[cita requerida] En diciembre de 1980 tuvieron lugar arrestos masivos en Berlín y otras localidades de Alemania Occidental. Tras los arrestos masivos de okupas en Friburgo de Brisgovia, tuvieron lugar manifestaciones en diversas ciudades alemanas. Durante una manifestación en Berlín, que sería llamada el Viernes negro, a la que asistieron entre 15.000 y 20.000 personas, parte de los manifestantes destruyó un área de comercios. Estos manifestantes utilizaron ropa negra y máscaras para evitar ser identificados. Los medios de comunicación alemanes llamaron a estos manifestantes der schwarze Block («el bloque negro»).
En los Países Bajos se desarrollaban técnicas similares, aunque el uso de pasamontañas era menos habitual, que fue etiquetado como Black Helmet Brigada («Brigada del Casco Negro»).[cita requerida]

### Desarrollo internacional
El primer uso registrado de esta táctica en Estados Unidos fue en 1989 en una protesta en El Pentágono.[cita requerida]

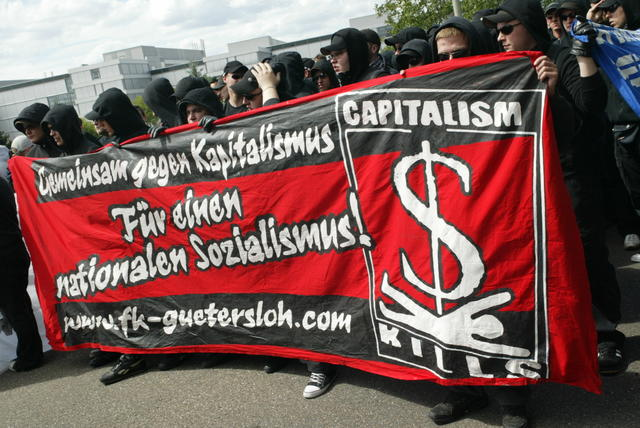
Neonazis Nacionalistas Autonomistas marchando como bloque negro en Alemania en 2007.

Los bloques negros ganaron atención de los medios fuera de Europa durante las manifestaciones contra la cumbre de la OMC en Seattle en 1999, cuando un bloque negro causó daños a propiedades de GAP, Starbucks, Old Navy y otros comercios de Seattle. Desde entonces los bloques negros han sido habituales de todas las movilizaciones antiglobalización.[cita requerida]
Debido a la naturaleza anónima de los bloques negros, estos son susceptibles a ser infiltrados por agentes provocadores En agosto de 2007, la policía de Quebec admitió que «sus agentes se infiltraron como manifestantes». Sin embargo, fueron reconocidos fácilmente por los manifestantes como policías, ya que llevaban botas de la policía.
A finales del año 2000, se han formado bloques negros por manifestantes de derecha, como los «Nacionalistas Autonomistas» (del alemán: Autonome Nationalisten) durante los disturbios del Primero de Mayo en Hamburgo en 2008. y nacional-anarquistas en las protestas de protesting de la cumbre del Foro de Cooperación Económica Asia-Pacífico de 2007 en Sídney.